# Marshiella marshi
Marshiella marshi är en stekelart som beskrevs av Marsh 2000. Marshiella marshi ingår i släktet Marshiella och familjen bracksteklar. Inga underarter finns listade i Catalogue of Life.